# Artere ciliare lungi posterioare
Arterele ciliare lungi posterioare sunt arterele capului care iau naștere, împreună cu celelalte artere ciliare, din artera oftalmică. Există două în fiecare ochi.

## Traseu
Ele străpung partea posterioară a scleroticii la mică distanță de nervul optic și avansează înainte, de-a lungul ambelor părți ale globului ocular, între sclerotică și coroidă, până la mușchiul ciliar, unde se împart în două ramuri.
Acestea formează un cerc arterial, arterial circulus majore, în jurul circumferinței irisului, din care se desprind numeroase ramuri convergente, în substanța irisului, a marginii pupilare, unde formează un al doilea (incomplet) cerc arterial, circulus arterios minor.

## Vascularizare
Arterele ciliare posterioare lungi alimentează irisul, corpul ciliar și coroida.